# 格里戈里·利普马诺维奇·索科洛夫

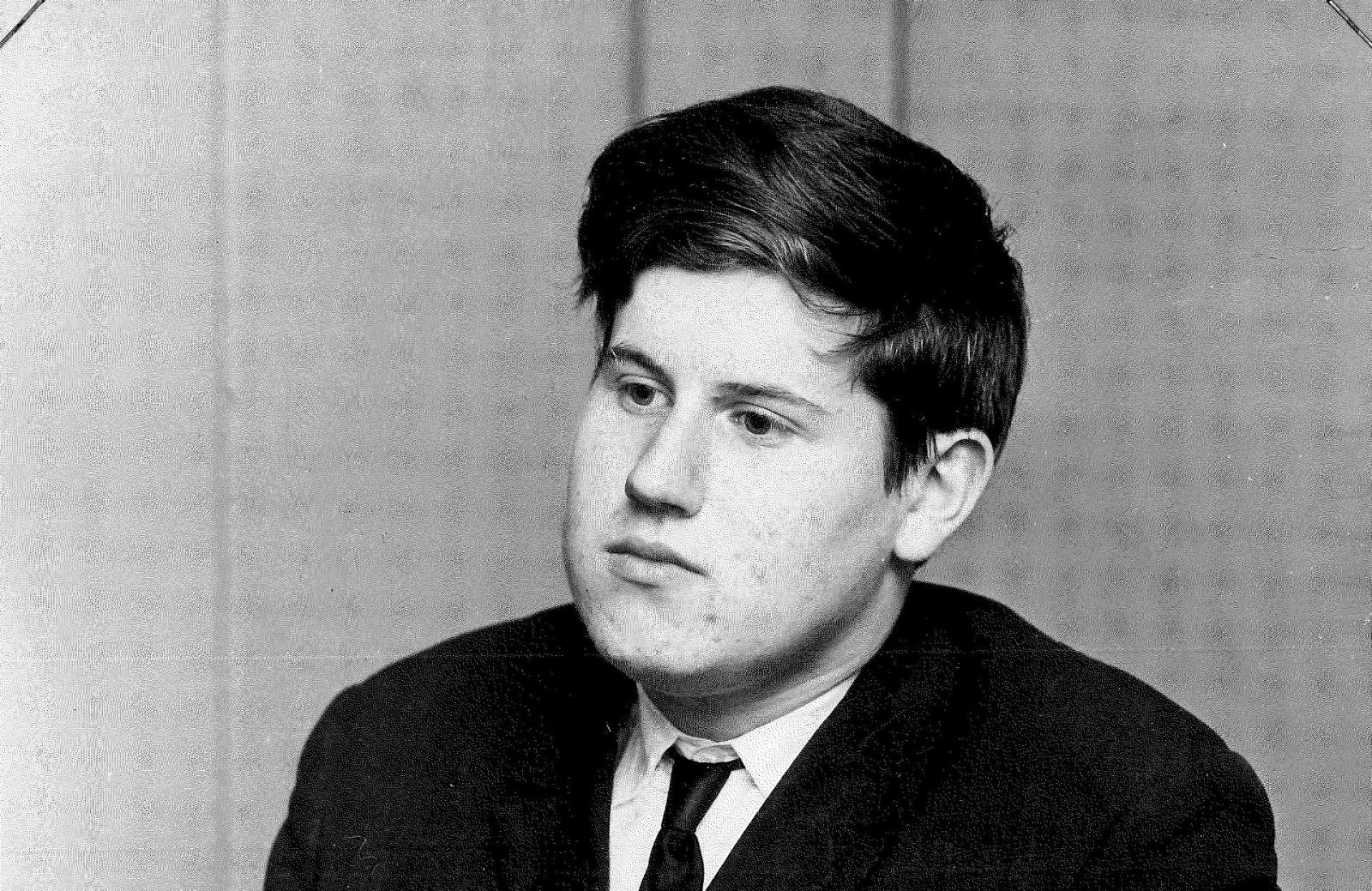
17岁的索科洛夫（1967年）

格里戈里·利普马诺维奇·索科洛夫（俄语：Григорий Липманович Соколов，羅馬化：Grigory Lipmanovich Sokolov，1950年4月18日—），俄罗斯钢琴家，被认为是当代最重要的钢琴家之一。

## 简介
索科洛夫出生于列宁格勒（现圣彼得堡），五岁开始学习钢琴，七岁即进入列宁格勒音乐学院，先后师从泽利赫曼和哈利芬。索科洛夫在1966年第三届柴可夫斯基国际音乐比赛中夺冠，一举成名，当时的评委会主席吉列尔斯面对观众的反对声浪，将金牌授予这位赛事史上最年轻的获奖者。
虽然索科洛夫在1970和1980年代在苏联已小有名气，但由于很少被允许到海外演出，这让他在西方世界的知名度并不广。另外索科洛夫很少接受访谈及录制唱片，也不和乐团一起演奏，因为自己认为没有足够的时间和乐团一起排练协奏曲。他风格一丝不苟，甚至音乐会即将开始还要求再次给钢琴调音。
现如今，索科洛夫已在纽约卡内基大厅、维也纳金色大厅等多地奉献了逾千场演出，广受好评。深居简出的索科洛夫和法国小众唱片品牌  合作录制了一些巴赫、贝多芬、勃拉姆斯和肖邦等人作品的唱片。
德意志留声机公司于2015年出版的索科洛夫在萨尔茨堡音乐节表演的现场录音 获得了当年回声音乐古典奖年度最佳独奏作品。
索科洛夫被视为和安东·鲁宾斯坦一脉相承的俄国学院派钢琴家代表，以“完美、出彩的技术”、“饱满而不过度的音色”出名，富有“杰出的音乐性”。
索科洛夫现居圣彼得堡和维罗纳。

## 轶事
2009年3月，索科洛夫取消了一场在伦敦的音乐会，来抗议英国签证部门对非欧盟公民申请签证时提供指纹的要求，因为这让他联想到苏联时期的政治压迫。
2015年9月，索科洛夫拒绝接受颁发给他的意大利克雷莫纳音乐奖（Cremona Music Award），理由是拒絕與「八卦作家」諾曼·莱布雷希特同台。他並表示，「據我所知道的基本禮儀，與莱布雷希特名列在同一個獎項的受獎者名單上，是一件令人羞恥的事。」此聲明重製為俄語及義大利語版本，亦可見於索科洛夫的個人網站。